# Woord van God
Het woord van God is een begrip, dat vooral betrekking op abrahamitische religies heeft en dat een verschillende betekenis kan hebben.
- Er kunnen de Hebreeuwse Bijbel, de Bijbel, de Heilige Schrift die christenen als het geschreven woord van God beschouwen en de Koran mee worden bedoeld.
- Het kan ook verwijzen naar de uitspraken van God, zoals de geboden, of naar de levende, menselijke uitdrukking van God, zoals Jezus Christus. Christenen noemen Jezus soms het Woord van God in lichamelijke, menselijke gestalte: het levende Woord van God. De Koran noemt Jezus in soera De Vrouwen Gods woord dat aan Maria is gezonden.[1][2]
- In een breder kader kan met het woord van God ook een preek, profetie of andere boodschap worden bedoeld die door een mens als middelaar tussen God en mensen wordt overgebracht.

## Het geschreven Woord
Het Woord van God kan in abrahamitische religies het geschreven Woord van God aanduiden, opgeschreven na een openbaring van God. Binnen het christendom wordt de Bijbel vaak 'het Woord van God' genoemd. Volgens de islam werd het Woord gebracht door Ibrahim en werd het door de profeten herhaald, die zich verzetten tegen de dwalingen van de mens in afwijking van dat Woord.

### Bijbel
De Bijbel wordt in het christendom als openbaring van God gezien. In het Nieuwe Testament staat dat 'de Schrift', de Hebreeuwse Bijbel, door God is geïnspireerd:
Alles wat de Schrift zegt is door God geïnspireerd— 2 Timoteüs 3:16
In het christendom worden de teksten in de 2 Petrus 1:20-21 en Openbaring van Johannes 22:16,18,19 vaak zo geïnterpreteerd dat ook het Nieuwe Testament zelf is ontstaan door goddelijke inspiratie.

### Koran
De Koran wordt door moslims als Gods eeuwige, ongeschapen Woord beschouwd, kalam Allah. De hele Koran wordt als het Woord van God gezien. Getuige van dit Woord is Mohammed. Volgens moslims heeft er altijd een 'Moederboek' in de hemel bestaan. In de Soera De Donder 39 staat: God doet teniet wat Hij wil en bevestigt wat Hij wil en bij Hem is de oorsprong van het Boek. De Koran zou in tegenstelling tot de Bijbel een perfecte weergave zijn van dit hemelse Moederboek. Alleen in het Arabisch zou het Woord van God behouden zijn gebleven zoals God het heeft bedoeld.

### Boek van Mormon
De Kerk van Jezus Christus van de Heiligen der Laatste Dagen, de Mormonen, beschouwt het Boek van Mormon als het Woord van God.

## Jezus als Woord van God
In Johannes 1:1-14 staat :
In het begin was het Woord, het Woord was bij God en het Woord was God. Het was in het begin bij God. Alles is erdoor ontstaan en zonder dit is niets ontstaan van wat bestaat. In het Woord was leven en het leven was het licht voor de mensen. Het licht schijnt in de duisternis en de duisternis heeft het niet in haar macht gekregen ... en Het Woord is mens geworden en heeft bij ons gewoond, vol van goedheid en waarheid, en wij hebben zijn grootheid gezien, de grootheid van de enige Zoon van de Vader.
Een duidelijke verklaring of vertaling is moeilijk te geven voor deze passage uit de Bijbel. Het wordt vaak zo geïnterpreteerd dat het leven, de woorden en daden van Jezus helemaal in overeenstemming zijn met de wil van God en ook dat Jezus God in menselijke gedaante is: als Jezus spreekt, spreekt God zelf.
In Openbaring 19:11 wordt een ruiter genoemd die de naam 'Woord van God' draagt en op een wit paard rijdt. Deze ruiter wordt vaak geïnterpreteerd als Jezus.